# Coffi Codjia
Bonaventure Coffi Codjia (ur. 9 grudnia 1967 w Segboroue) – beniński sędzia piłkarski.
Sędzia międzynarodowy FIFA od 1994 roku. Zadebiutował 23 kwietnia 1995 roku w meczu eliminacji do Pucharu Narodów Afryki pomiędzy reprezentacjami Ghany i Nigru. Obecnie jeden z najlepszych arbitrów na kontynencie afrykańskim. W 2008 roku prowadził finał Pucharu Narodów Afryki (Egipt - Kamerun).
Na stałe mieszka w Cotonou, gdzie pracuje jako inspektor handlu morskiego.

## Turnieje międzynarodowe
- Puchar Konfederacji (1999, 2003, 2009)
- Puchar Narodów Afryki (2000, 2002, 2004, 2006, 2008)
- Mistrzostwa Świata U-21 (2001, 2005)
- Mistrzostwa Świata (2002, 2006)
- Puchar Azji (2004)
- Klubowe Mistrzostwa Świata (2007)

## Inne
- Finał Pucharu Konfederacji CAF w 1999 roku (Etoile du Sahel - WAC Casablanca)
- Finał Ligi Mistrzów CAF w 2001 roku (Mamelodi Sundowns - Al-Ahly Kair)